# Tracheloteina spinipenis
Tracheloteina spinipenis är en fjärilsart som beskrevs av László Anthony Gozmány. Tracheloteina spinipenis ingår i släktet Tracheloteina och familjen äkta malar. Inga underarter finns listade i Catalogue of Life.